# Искра (футбольный клуб, Москва)
«Искра» — советский футбольный клуб из Москвы. Основан не позднее 1967 года. С 1967 года по 1969 год играл в классе «Б» первенства СССР, далее упоминается в турнирах КФК.

## Достижения
- В первенстве СССР — 3-е место в зональном турнире РСФСР класса «Б» (1967).